# Château d'Uza
Le château d'Uza est une propriété foncière située sur la commune d'Uza, dans le département des Landes. Il fait l’objet d’une inscription au titre des monuments historiques depuis le 3 mai 2004.

## Présentation
Le château d'Uza est édifié au sommet d'une motte castrale (tuc en gascon) artificielle précédemment occupée par une forteresse originelle bâtie au Moyen Age par la puissante famille de Montferrand.

### Historique
En 1472, Isabeau de Montferrand, fille du chevalier Bérard de Montferrand, seigneur d'Uza, épouse  Pierre de Lur. Puis en 1586, Jean de Lur, seigneur d'Uza, épouse Charlotte Catherine de Saluces, seule héritière du dernier marquis de Saluces. Cette union scelle le nom des deux familles et leur lien avec Uza.
La famille de Lur-Saluces, qui  hérite de la forteresse primitive d'Uza, dont on ignore tout de nos jours. Elle la remplace par l'actuelle demeure au XVIIe siècle, avant de fortement la remanier en 1929.

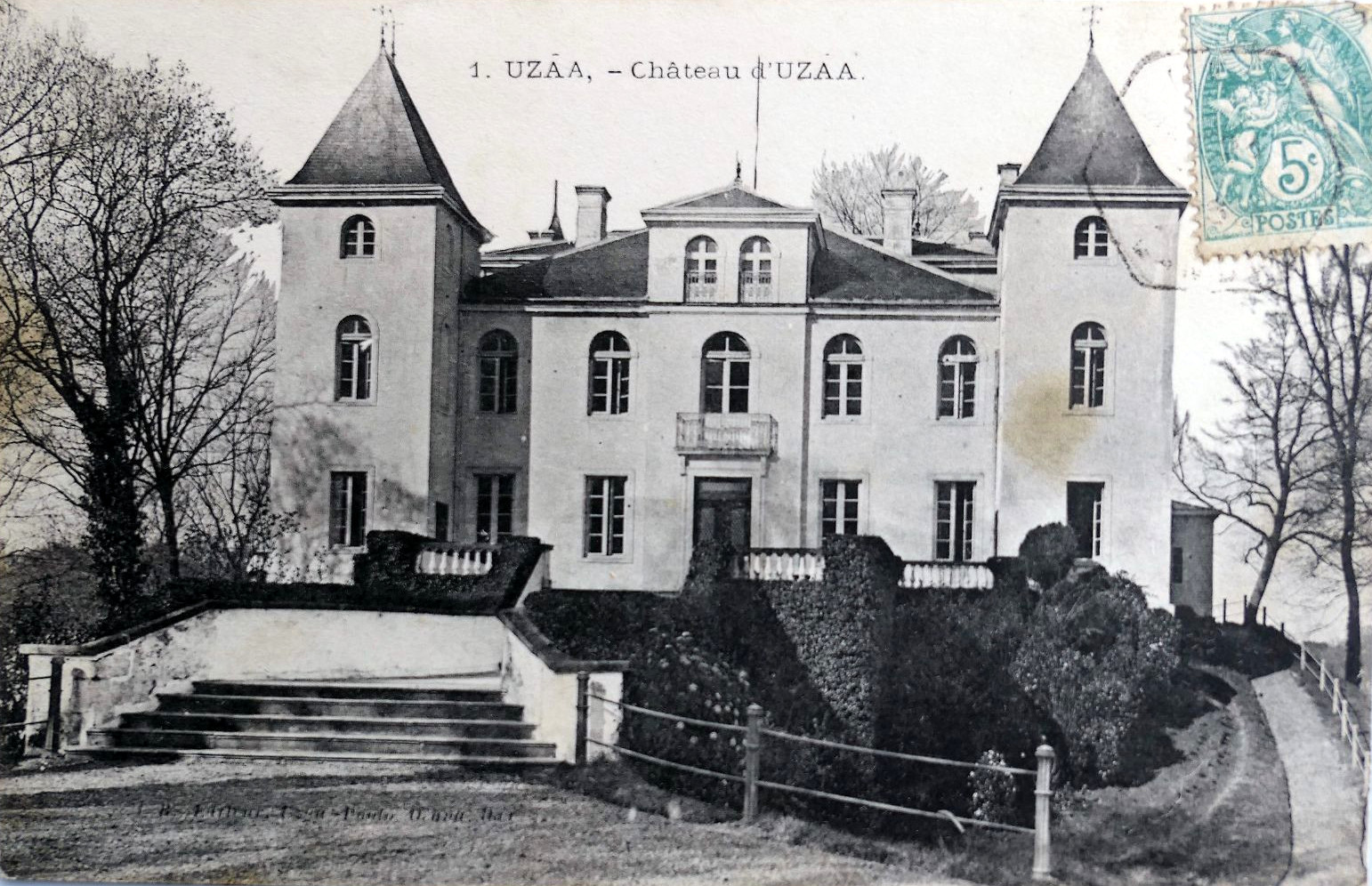
Le château avant 1929

### Architecture
L'édifice, qui conserve le plan d'origine du château primitif, est remanié et modernisé en 1929 par Jean Prunetti, architecte à Dax, à la demande du marquis Bertrand de Lur-Saluce. De plan quadrangulaire et cantonnée de tours, il comporte de nos jours un étage et pavillon central. L'architecte remplace les anciennes toitures à croupes ou coniques par une unique terrasse. Du côté de la façade principale, il édifie entre les tours une galerie au rez-de-chaussée supportant un large balcon à l'étage noble. Le pavillon central est rattaché aux tours par des loggias que soutiennent des paires de colonnes cannelées. L'ensemble donne à l'édifice un style de villa médicéenne de Toscane.
Tous les décors intérieurs sont à peu près conservés en l'état. Les tendances décoratives des années 1920-1930 sont mélangées au mobilier plus ancien. Le parc semble avoir été redessiné en 1930 sur la base d'un ensemble paysager plus ancien.

### Représentation
Le château d'Uza est représenté sous sa forme médiévale sur une fresque signée G. Vincent datée de 1890 ornant la chapelle sud de l'église Saint-Louis d'Uza.

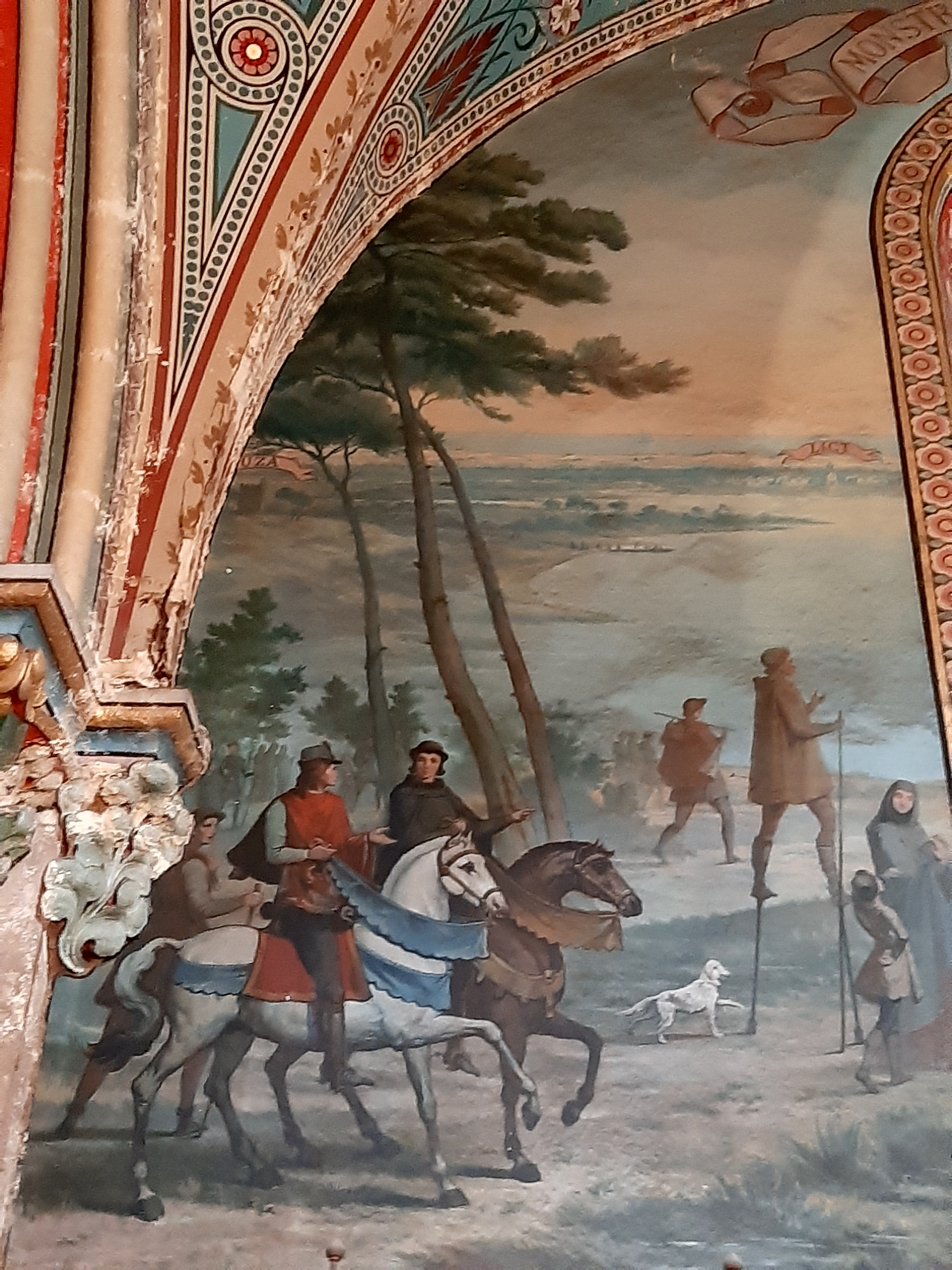
Fresque de la chapelle sud : scène médiévale